# Gannin-bōzu
Die Gannin-bōzu (jap. 願人坊主) bzw. kurz Gannin waren, während der Tokugawa-Ära in Japan, eine Gruppe meist städtischer asketischer Wandermönche, die auf Spendenbasis durch rituelle Praktiken und Wanderschaften u. ä. im Namen anderer durch ihre Handlungen Verdienst im buddhistischen Sinn für ihre Auftraggeber erwarben.

## Geschichte
Die Gruppe führte ihre Gründung hagiographisch auf Minamoto no Yoshitsune (1159–1189) zurück. Diese Zuordnung war schon den Zeitgenossen suspekt. Entstanden sind sie wohl in den Jahren unmittelbar vor 1640.
Dem Tokugawa-Bakufu, das die Gesellschaft in Gruppen mit fixem Status teilte, war jede Art von fahrendem Volk, welches üblicherweise den „Untermenschen“ (Hinin, 非人) zugeordnet wurde, suspekt. Durch den „buddhistischen Anstrich“ erreichte die Gruppe eine minimale gesellschaftliche Anerkennung. Die Bindung an den Kurama-dera dürfte wohl während der Kambun-Ära (1661–79) angeordnet worden sein. Sie erregten durch ihre im Allgemeinen sehr spärliche Bekleidung mit Stirnband und Lendenschurz (bzw. nur Strohseil 注連縄) besonders in späterer Zeit Anstoß. Ab dem achtzehnten Jahrhundert trat der geistliche Teil ihrer Aktivitäten immer mehr in den Hintergrund, die Gannin wurden eher als wandernde (satirische) Unterhalter des einfachen Volkes gesehen.
Die Gruppe verschwand wie vieles aus dem „alten“ Japan in den ersten Jahren der Meiji-Ära. Die Regierung hob ihren Sonderstatus am 23. August 1873 auf. Bereits vorher hatten zahlreiche Gannin gewöhnliche Berufe ergriffen. Einige ihrer Tänze und Gesänge werden heute im Kabuki-Theater noch gepflegt. Bei einigen Tempelfesten werden sie in historisierenden Kostümen nachgestellt.

## Organisation
Im späten 17. christlichen Jahrhundert war die Gruppe in Edo 20-30 Mann stark. Ihre Mitgliederzahl dürfte landesweit am Höhepunkt rund einhundert Jahre später 4-500 nicht überschritten haben.
Das Hauptquartier befand sich im, der esoterischen Tendai-shū zugehörigen, Kurama-dera (鞍馬寺) in der Provinz Yamashiro. Dieser Tempel war vor allem Bishamonten zugetan. Für die im östlichen Japan residierenden Gannin war der nachgeordnete Tōeizan (東叡山　= Kan’ei-ji) in Edo. Seit den Kyōhō-Reformen (ab 1723) mussten alle Wandermönche Erlaubnisscheine mitführen.
Die von den Oberen im Kurama-dera ausgeübte Kontrolle war eher nominell. Alle drei Jahre trafen sich die Funktionäre in den der Gruppe zugewiesenen beiden Nebentempeln. Der Tōeizan sandte Jahresberichte für seinen Zuständigkeitsbereich. Außerhalb der Zentralen gab es Furegashira (触頭, zwei für Edō und die acht Kantō-Provinzen). Darunter standen die „Gruppenführer“ (kumigashira) an Orten mit kleineren Gruppen. Diese Führer übten auch die Gruppen-interne Gerichtsbarkeit aus, nachdem ein Mitglied von den weltlichen Autoritäten bestraft worden war. Weitere Funktionäre mit regionalen Aufgabenbereichen waren „Stellvertreter“ (daiyaku), ōmetsukeyaku („Ober-Aufseher“) bzw. toshiyori („Ältester“) und gonin-gumi. Die Gannin-Truppen traten üblicherweise, extrem leicht bekleidet, zu 4-6 auf. Im frühen 19. Jahrhundert waren viele Gannin verheiratet.

### Im Kansai
In Westjapan lebten die meisten Gannin in Osaka. Im Bezirk Nagachi Makihombō hatten sie Ende des 17. Jahrhunderts eine Unterkunft für bis zu 100 Mann. Hundert Jahre später sind 208 Praktizierende registriert gewesen. Nach 1820 waren sie in Kyoto nicht mehr ansässig.

### In Edō

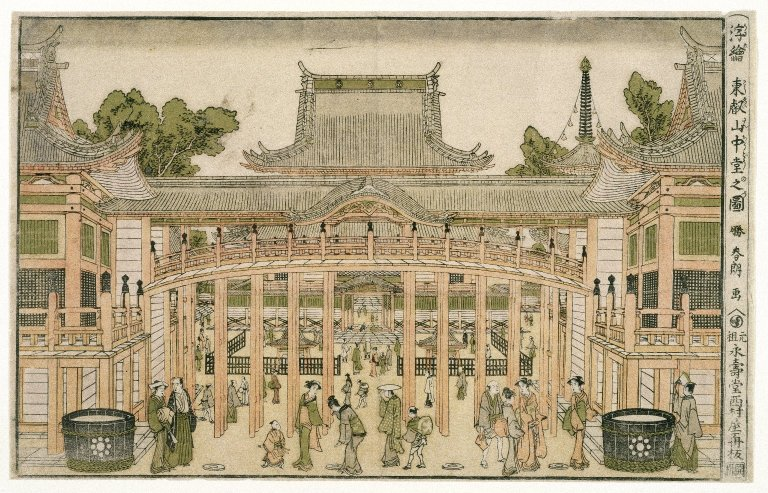
Innenhof des Tōeizan (ca. 1786)

In Edō lagen die Unterkünfte der Gannin anfangs im Bezirk Bakuro-chō (馬喰町). Ihre Registrierung begann zur Zeit des Wiederaufbaus nach dem Meireki-Brand (1657). Nachdem die Gruppe wuchs, lebten im 18. Jahrhundert die meisten im oder um den Shōan-ji (正安寺), Bezirk Hashimoto-chō. In ihren Gästehäusern fanden auch Reisende und Neuankömmlinge vom Lande vergleichsweise billige Unterkunft. Gegen Ende der Tokugawa-Zeit lebten auch Gruppen in Egawa-chō, Shiba Shin’ami-chō (später Kanesugi-chō), Shitaya Yamazaki-chō und beim Yotsuya-Tenryūji. Die regionalen Funktionäre trafen sich zweimal jährlich im Tōeizan.

### Auf dem Lande
Die Praktiken der in ländlichen Gegenden umherziehenden Gannin näherten sich oft denen der Yamabushi an. Theoretisch war ihnen allerdings die gleichzeitige Mitgliedschaft in einem Shugendō-Orden verboten. In den Provinzen war der Übergang der Praktiken zu anderen Arten wandernder Bettel-Mönche fließend. Die erhaltenen Unterlagen sind spärlich, aber für die Provinz Suruga sind mit dem lokalen Enkō-in verbundene Gannin im 18. Jahrhundert bekannt. In der Provinz Kai (Yamashiro) beschützte man für die Bauern Berge und Felder. In Owari lebten in den 1820ern um 100 Gannin ohne Tempelanbindung.

## Praktiken
Die Verteilung (Verkauf) der Talismane (fuda bzw. hifu) des Haupttempels besonders um Neujahr war eine der wichtigsten Aktivitäten. Um für andere karmische Verdienste zu erwerben, gingen sie auf Pilgerfahrt (daisan, 代参), häufig nach Atago, Karasaki sowie vom vierten bis sechsten Monat üblicherweise zum Sumiyoshi-Taisha (in Osaka) oder Ōyama. Um Ōbon (7. Monat) besorgte man die „Speisung“ der Preta (hungriger Geister). Sehr geschätzt waren ihre Reinigungsrituale (suigyō): Zur Zeit der dreißig kältesten Tage des Jahres badeten sie nackt oder übergossen sich mit eiskaltem Flusswasser, um die Seele ihres Auftraggebers zu purifizieren (dai-gori). Während ihrer Bettelrunden, während derer sie keine Heiligenbilder mitführten, bewegten sie sich häufig auf Schuhen mit hohen, stelzenartigen Absätzen (taka-ashida, 高屐) fort, zugleich balancierten sie einen vollen Eimer auf dem Kopf. Weitere verbreitete Aktivitäten waren:
- Schlagen von Gongs (鉦) oft unter Nembutsu-Anrufung.
- Anrufungen und Gebete an Buddha oder Kōjin.
- Zeigen von Statuen von Enra („Herr der Höllen“), Awashima Daimyōjin oder Buddha, letztere zum Übergießen (kambutsu-e, 灌仏会) am vierten Tag des achten Monats.[6]
- Lesen, Erläutern und/oder Kopieren von Sutren, gegen Spenden.
- „Feuerversicherung:“ Häuser wurden aus Eimer symbolisch bespritzt.
- Wahrsagen (hakke 八卦 bzw. bokuzei 卜筮)
- Schreiben und Übermitteln von Fürbitten.
- Aufführen des Ise ondo-Gesangs (伊勢音頭).[7]
- Sumiyoshi-Tanz (住吉踊り), shintoistischer Provenienz (4.–6. Monat)
- (Spott-)Geschichtenerzählung, oft unter Musik- und Tanzbegleitung, vom Typ des chobokure oder chongare,  wobei der Erzähler zur Begleitung mit zwei Holzblocktrommeln z. B. satirische Sūtras (ahodarakyō, 阿房陀羅経) singt.
- Spendensammlungen für zu errichtende Statuen usw. Der Schwerpunkt lag auf den „acht Wächter-Bodhisattvas“ oder Fudō.